# Hệ thống thông tin kế toán
Hệ thống thông tin kế toán (AIS) là cấu trúc mà cơ quan hoặc doanh nghiệp sử dụng để thu thập, tổng hợp, quản lý, lưu trữ, xử lý, truy xuất và báo cáo dữ liệu tài chính-kế toán của mình. Hệ thống thông tin kế toán có thể được sử dụng bởi nhân viên kế toán, chuyên gia tư vấn, kế toán trưởng, chuyên gia phân tích kinh doanh, ban lãnh đạo, giám đốc tài chính (CFOs), kiểm toán viên, hay các nhà quản lý và cơ quan thuế.
Các nhân viên kế toán được đào tạo chuyên sâu để làm việc với AIS, đảm bảo tỷ lệ chính xác cao nhất trong các giao dịch tài chính và hoạt động lưu trữ tài chính của doanh nghiệp, cũng như đảm bảo dữ liệu tài chính luôn sẵn sàng cho nhu cầu sử dụng trong khi vẫn giữ nguyên dữ liệu gốc.

## Thành phần của hệ thống thông tin kế toán
Một hệ thống thông tin kế toán cơ bản thường bao gồm bốn thành phần chính: con người, thủ tục và hướng dẫn, dữ liệu, phần mềm.

## Chức năng của hệ thống thông tin kế toán
Thu thập và lưu trữ các dữ liệu về hoạt động sản xuất kinh doanh của doanh nghiệp
Xử lý và cung cấp thông tin hữu ích cho các đối tượng liên quan như:
- Cung cấp báo cáo tài chính cho các đối tượng bên ngoài doanh nghiệp (khách hàng, nhà đầu tư, kiểm toán viên, các công ty cung cấp dịch vụ kế toán thuế.
- Cung cấp thông tin chính xác, kịp thời và tin cậy phục vụ cho việc lập kế hoạch.
- Cung cấp thông tin hữu ích cho hoạt động quản lý, kiểm tra, kiểm soát việc thực hiện kế hoạch.
- Cung cấp thông tin nhanh chóng và chính xác cho hoạt động điều hành doanh nghiệp hàng ngày.

Hỗ trợ hoạt động kiểm soát trong doanh nghiệp.
1. Kiểm soát việc tuân thủ các quy trình hoạt động sản xuất kinh doanh trong doanh nghiệp.
2. Bảo vệ các tài sản vật chất, tài sản trí tuệ của doanh nghiệp.
3. Kiểm soát hoạt động liên quan đến thông tin trong doanh nghiệp để đảm bảo chúng luôn được xử lý một cách chính xác và kịp thời.